# Beáta Hoffmann
Beáta Hoffmann (Győr, 22 de junho de 1967) é uma ex-handebolista profissional húngara, medalhista olímpica.
Beáta Hoffmann fez parte do elenco medalha de bronze em Atlanta 1996, com 1 partida.